# بين ليتش
بين ليتش (بالإنجليزية: Ben Leach)‏ هو موسيقي بريطاني، ولد في 2 مايو 1969.